# STS-91
STS-86 e деветдесет и първата мисия на НАСА по програмата Спейс шатъл и двадесет и четвърти полет на совалката Дискавъри. Това е единадесети последен полет по програмата Мир-Шатъл и девето скачване на совалката с орбиталната станция Мир. По време на мисията е върнат от орбита и американският астронавт по програмата.

## Екипаж
| Пост                    | Астронавт/Космонавт                                                 |
| ----------------------- | ------------------------------------------------------------------- |
| Командир                | Чарлс Прекърт четвърти космически полет                             |
| Пилот                   | Доминик Гори първи космически полет                                 |
| Специалист на мисията 1 | Уенди Лоурънс втори космически полет                                |
| Специалист на мисията 2 | Франклин Чанг-Диас шести космически полет                           |
| Специалист на мисията 3 | Джанет Каванди първи космически полет                               |
| Специалист на мисията 4 | Валерий Рюмин(РКА) четвърти космически полет                        |
| Специалист на мисията 5 | при старта: - при приземяването: Андрю Томас втори космически полет |

Астронавтът Андрю Томас се завръща на Земята след прекарани над 140 денонощия на борда на орбиталнмата станция „Мир“.

## Полетът
STS-86 е последната от деветте планирани мисии на совалките до космическата станция „Мир“. По време на този полет се приземява американския член на екипажа на Основна експедиция 25 (ОЕ-25). Андрю Томас пристига в космоса през януари 1998 г. с мисия STS-89.
STS-91 е единадесет полет на модула Спейсхеб, седми в посока на „Мир“ и шести полет в единична конфигурация. В предната част на товарния отсек на совалката е разположена шлюзова камера, върху която е разположена скачващата система на совалката със скачващ апарат АПАС. От нея води тунел с люк за излизане в открития космос, в посока модулa Спейсхеб. Той е в единична конфигурация, защото в товарния отсек, на допълнителна ферма е монтиран Алфа-магнитен спектрометър AMS. Той е предназначен за МКС и това е неговия първи тестов полет. Задачите му са търсене в космоса на антиматерия, тъмна материя и астрофизически изследвания. С помощта на совалката на орбиталната станция са доставени около 500 кг вода и 2130 кг различни материали и оборудване.

## Параметри на мисията
- Маса на совалката при старта: 204 775 кг
- Маса на совалката при приземяването: 111 786 кг
- Маса на полезния товар:16 537 кг
- Перигей: 326 км
- Апогей: 330 км
- Инклинация: 51,7°
- Орбитален период: 91.1 мин

Скачване с „Мир“
- Скачване: 4 юни 1998, 16:58 UTC
- Разделяне: 8 юни 1998, 16:01 UTC
- Време в скачено състояние: 3 денонощия, 23 часа, 3 минути.